# Pierre Lambert
Pierre Boussel, más conocido por su seudónimo de Pierre Lambert o simplemente Lambert (París, 9 de junio de 1920 - ídem, 16 de enero de 2008), político francés, fue a partir de 1953 (año de la escisión de la IV Internacional fundada quince años antes bajo la égida de León Trotski) uno de los principales líderes del movimiento trotskista internacional.

## El compromiso y la ocupación
Nació en una familia de inmigrantes judíos rusos. Su padre Isser Boussel era sastre y su madre Sorka Grinberg ama de casa; Pierre fue controlador de subsidios familiares hasta su retiro en 1980. En 1937 adhirió a la Entente de jóvenes socialistas de la Seine, a la edad de 14 años, por entonces dominada por la organización de Marceau Pivert, la Izquierda revolucionaria. El movimiento fue penetrado (véase entrismo) por militantes trotskistas, entre los cuales se encontraba Pierre Frank, que llevaron a Pierre Boussel a unirse al movimiento. 
El 15 de febrero de 1940, Pierre Boussel fue detenido con dieciséis militantes que se identificaban con la Cuarta Internacional. La inculpación menciona el cargo de acusación siguiente: "infracción al decreto del 1º de septiembre de 1939 sobre la publicación de textos de naturaleza perjudicial para la moral de las Fuerzas Armadas y de la población". El reporte policial termina así: "se identifican abiertamente con el marxismo-leninismo integral, el derrotismo revolucionario y el antimilitarismo".
En 1940-1941, fue miembro del Parti Communiste Internationaliste de Henri Molinier. Este preconiza y practica la infiltración en la Unión Nacional Popular de Marcel Déat (tomando incluso la palabra en un congreso de este partido) hasta 1941, año durante el cual renuncia a su orientación y se une a la resistencia, en el seno de la cual muere en agosto de 1944, muerto en los combates por la liberación. Pierre Boussel-Lambert denuncia varias veces la orientación "Testu" (seudónimo de Molinier) en los boletines internos del Comité Comunista Internacionalista, organización a la que pertenecían ambos hombres, y no practica en ningún momento la infiltración en organizaciones fascistas como la Unión Nacional Popular. 
Bajo la ocupación, Pierre Lambert es excluido con su compañera. Se une entonces en diciembre de 1943 a otro grupo trotskista: el Partido Obrero Internacionalista (POI) que desarrolla la idea del derrotismo revolucionario. Se oponen en particular a las consignas del Partido Comunista Francés durante los combates de la liberación, "A cada uno su boche(alemán)", y opone a ello la orientación de la fraternización de los trabajadores franceses con los soldados alemanes y aliados: "Detrás de cada soldado nazi se esconde un trabajador alemán!".

## La escisión de la IV Internacional
Por su comportamiento durante la guerra, Lambert fue excluido de la CGT como "hitlero-trotskista" (era el nombre que el Partido Comunista Francés aplicaba a los trotskistas en general) en 1950. Se une entonces a Fuerza Obrera, donde se ocupará de las responsabilidades de la Seguridad Social. 
Después de la guerra, la mayoría del PCI dirigida por Marcel Bleibtreu, Michel Lequenne y Pierre Lambert rechaza en 1953 las tesis del secretario de la IV Internacional, Michel Pablo, y el PCI se escinde en dos. Pierre Lambert se transforma en el principal dirigente del grupo mayoritario que, tras numerosas partidas (entre ellas las de Marcel Bleibtreu y Michel Lequenne) se reconstruirá para convertirse en 1965 en la Organización Comunista Internacionalista (OCI), que pasará a ser el Parti Communiste Internationaliste (PCI) en 1982. 
En 1984, Pierre Lambert propone al partido una nueva orientación, la "línea de la democracia", que va a provocar un importante debate y llevará a la creación del Movimiento por un Partido de los Trabajadores en 1986, y después al Partido de los Trabajadores en 1992. Los trotskistas, que representarían alrededor de la mitad de los adherentes, se reagrupan en la Corriente Comunista Internacionalista (CCI).
La IV Internacional se escinde entonces en dos corrientes: por un lado los "pablistas" (representados hoy en Francia por la Liga Comunista Revolucionaria, LCR) y por otro los "lambertistas" (representados en Francia por la Corriente Comunista Internacionalista del Partido de los Trabajadores). Lambert y sus camaradas deciden a continuación de la escisión de 1953 reconstruir la IV Internacional en torno al Programa de Transición redactado por Trotski, a lo cual consideran haber llegado con la conferencia de reproclamación de la IV Internacional en 1993.

## Candidato en las elecciones presidenciales
Tras haber llamado a votar a François Mitterrand desde la primera ronda en 1981, Lambert fue candidato en la elección presidencial de 1988, pero solo obtuvo el 0,38% de los sufragios. Su Corriente Comunista Internacionalista, trotskista, es hoy la principal componente del Partido de los Trabajadores. Su sucesión parece asegurada por Daniel Gluckstein.